# TJ Olympia Blansko
Olympia Blansko je baseballový a softballový sportovní klub. Od roku 1991 do 2008 byl nepřetržitě účastníkem nejvyšší soutěže v baseballu (od roku 1993 České baseballové extraligy). V roce 2008 klub sestoupil do nižší soutěže - Českomoravské ligy, kde získal v roce 2009 a 2010 bronzová umístění a v roce 2011 se Olympii soutěž podařila vyhrát. V Baráži o extraligu porazila tým Skokani Olomouc 3:2 na zápasy a po třech letech se vrátila do nejvyšší české baseballové soutěže, kde vydržela pouze jednu sezónu a opět sestoupila. Olympia hraje na stadionu Strawberry field (Jahodové pole), který byl postaven v roce 2004 (tribuny a zázemí dobudovány v roce 2005). Tento stadion v roce 2005 hostil Mistrovství Evropy v baseballu. Klub je registrován jako občanské sdružení. Od sezóny 2005 se v názvu klubu objevoval sponzor pivovar Černá Hora, od roku 2006 tak Olympia hrála jako Black Hill Blansko. Po vypršení smlouvy v roce 2010 se však klub vrátil ke svému původnímu názvu.

## Úspěchy
- 3. místo v České baseballové extralize: 1996
- Finalista Českého baseballového poháru: 1998
- Juniorský mistr ČR: 2000
- Vítěz Českomoravské ligy 2011 a postup do Extraligy 2012

## Týmy a soutěže
- muži A - Českomoravská liga
- junioři - Jihomoravský oblastní přebor juniorů
- starší kadeti - Jihomoravský oblastní přebor kadetů
- mladší kadeti - Jihomoravský oblastní přebor ml. kadetů
- starší žáci - Jihomoravský oblastní přebor žáků
- mladší žáci - Jihomoravský oblastní přebor ml. žáků
- Coachballová softballová liga
- Softballová liga žákyň
- Softballová liga kadetek
- Softballová liga juniorek